# محمود جركس
محمود جركس (1 يناير 1933 - 25 يوليو 2023) ممثل سوري.

## نشأته وتعليمه
ولد بحي الأكراد بدمشق عام 1933، درس حتى نال الشهادة الابتدائية، عاش طفولته يتيم الأب، كانت أمه المعيلَ الوحيد للأسرة وكانت تمتلك خبرة واسعة بشؤون الحياة، وهذا ما ساعده على كسب المعارف، حيث بدأ في تكوين ثقافته من خلال قصص شخصيات مسرحية، وساعده حبه للمسرح والتمثيل على ذلك. في عام 1958 التحق بالجيش السوري، ومن هناك توهجت موهبته الفنية، إذ شارك في عدد كبير من العروض بالمسرح العسكري.

## مسيرته الفنية
كانت بدايته سنة 1958 في المسرح العسكري، ثم في المسرح القومي. ثم في الستينيات انضم إلى نادي الأزبكية، وقدَّم بصحبة مديره مسرحية «أريد أن أقتل»، وهو من الأعمال المنتمية إلى المقاومة الشعبية، وحينئذ كانت ثورة الجزائر مشتعلة في نفوس الجماهير، فبدأت الأعمال تتوالى إلى أن أصبح في رصيده أكثر من 60 عملًا مسرحيًّا وعشرات الأعمال التلفزية والإذاعية.

## أعماله

### المسرحيات
- «أريد أن أقتل»
- «اللي يزيد من الحراميه يأخدوه المنجمين»
- «شيء في عقلي»
- «قصة الجلاء»
- «الملك هو الملك»
- «سهرة مع أبي خليل القباني»
- «العادلون»[7]

### المسلسلات
- «بقعة ضوء» (2003)
- «عمر الخيام» (2002)
- «صقر قريش» (2000)
- «الخوالي» (2001)
- «الجمل» (1999)
- «ياقوت» (1998)
- «حمام القيشاني - ج2» (1998)
- «قانون الغاب» (1996)
- «أيام أبى المنقد» (1995)
- «العبابيد» (1997)
- «الفراري» (1997)
- «أشياء تشبه الفرح» (1993)
- «أحلام مؤجلة» (1992)
- «طرابيش» (1992)
- «شجرة النارنج» (1989)
- «نساء بلا أجنحة» (1987)
- «عز الدين القسام» (1981)
- «رحلة المشتاق» (1977)
- «إنتقام الزباء» (1974)
- «حمام الهنا» (1968)

### الأفلام
- «سفر الأجنحة» (2003)
- «عاريات بلا خطيئة» (1967)
- «لقاء في تدمر» (1965)

### الأعمال الإذاعية
- «صديقي العبقري»[8]
- «محكمة الضمير».
- «حكم العدالة».
- «قصة في تمثيلية».
- «شخصيات روائية».
- «عالم المسرح».[7]

### البرامج
- زاد الروح.

### التلسين
- فيكي الفايكنج.
- وداعا ماركو.

## وفاته
توفي محمود جركس في السويد، يوم الثلاثاء 7 المحرَّم 1445هـ الموافق 25 يوليو (تموز) 2023م، عن تسعين عاماً. ونعَته نقابة الفنانين السوريين، كما نعاه الفنان ياسر العظمة بقوله: «كان مثالًا يُحتذى بأخلاقه قبل فنه، سخَّر أخلاقه الرفيعة لخدمة فنه. عرفتُه في المسرح القومي فنانًا ملتزمًا ، مولعًا  بتعلُّم اللغة العربية».

## روابط خارجية
- محمود جركس على موقع قاعدة بيانات الأفلام العربية